# Premier van Newfoundland en Labrador
De premier van Newfoundland en Labrador (Engels: premier of Newfoundland and Labrador) is de eerste minister, regeringsleider en de facto hoofd van de uitvoerende macht van de Canadese provincie Newfoundland en Labrador. Tot 2001 was de officiële titel "premier van Newfoundland" (Engels: premier of Newfoundland).
De premier wordt benoemd door de luitenant-gouverneur van Newfoundland en Labrador, als vertegenwoordiger van de Canadese Kroon. Hij of zij is dus normaal gezien de leider van de partij die de meerderheid heeft in het Huis van Vergadering.
Vóór 1949 werden de taken en het ambt van de premier uitgevoerd door de eerste minister (Engels: prime minister) van het toenmalige Dominion Newfoundland.

## Bevoegdheden
Tot de verantwoordelijkheden van de premier van Newfoundland en Labrador behoren:
- dienstdoen als voorzitter van het provinciaal kabinet;
- dienstdoen als hoofd van de provincieoverheid;
- het leiden van de ontwikkeling en implementatie van overheidsbeleid en -prioriteiten;
- dienstdoen als belangrijkste communicator van overheidsbeleid en -prioriteiten tussen:
  - de luitenant-gouverneur en het kabinet;
  - de regering van Newfoundland en Labrador en andere provinciale en territoriale overheden;
  - de regering van Newfoundland en Labrador en de federale overheid en internationale overheden;
- functies met betrekking tot de provincie Newfoundland en Labrador, zoals het aanbevelingen aan de luitenant-gouverneur geven voor de benoeming van ministers en het toewijzen van ministeriële portefeuilles;
- dienstdoen als leider van een belangrijke politieke partij en van de fractie van parlementsleden in het Huis van Vergadering;
- het vertegenwoordigen van de kiezers uit zijn kiesdistrict in het Huis van Vergadering.